# Espostoopsis
Espostoopsis é um gênero botânico da família cactaceae.

## Sinonímia
Gerocephalus F.Ritter.

## Espécies
Espostoopsis dybowskii